# Integral
För andra betydelser, se Integral (olika betydelser).

Arean under en funktionskurva är ett typiskt exempel på en integral

Integration eller integrering är en typ av matematisk operation på en funktion, där resultatet blir funktionens integral. Integraler används för att beskriva och beräkna geometriska och fysikaliska storheter som längd, area, massa, volym och flöde, där den kan beskrivas som en summa av en variabel.
För en funktion f som är beroende av variabeln x och kontinuerlig på [a,b] beräknas integralen av f på följande vis:
{\displaystyle \int _{a}^{b}f(x)dx=F(b)-F(a)}
där F är en primitiv funktion till f.
Integrationsteori är ett mycket viktigt område inom matematisk analys och sannolikhetsteori med väntevärden. Den hör även samman med måtteorin där man studerar storleken på mängder, och integrationteorins historia hör i många stycken samman med måtteorins historia. Pionjärerna inom integrationsteorin är Isaac Newton, Gottfried Leibniz, Bernhard Riemann, Henri Lebesgue och Percy Daniell. Newton och Leibniz identifierade integraler med intuitiv kalkyl, integralkalkyl, och kopplade ihop integraler med derivata. Bernard Riemann konstruerade en mer exakt integral, Riemannintegralen, för funktioner i ℝ. Henri Lebesgue utvecklade den revolutionära Lebesgueintegralen som använder måtteori. Percy Daniell definierade en generell integral, Daniellintegralen, som inte behöver måtteoretiska begrepp.

## Bakgrund
Informellt kan man inte "mäta" funktioner utan information om funktionens invärden och utvärden, så man definierar en integral med hjälp av dessa. Till exempel låt f : [-1, 1] → ℝ vara en funktion definierad som:
{\displaystyle f(x)=x^{2}}
Hur kan man mäta "storleken" på funktionen f? Funktionen f är definierad i [-1, 1] så man skulle kunna säga att storleken för funktionen f är måttet för [-1, 1] det vill säga talet 2. Men nu använder vi bara informationen om funktionens invärden:
{\displaystyle {\mbox{dom}}(f)=[-1,1]\,.}
Vi använder ingen information om utvärdena: 
{\displaystyle {\mbox{im}}(f)=[0,1]\,.}
Å andra sidan kan man använda bara utvärdena, se att värdemängden är [0, 1], som är ett intervall med mått 1. Men då används ingen information om funktionens invärden.
Integral är ett begrepp som använder båda typerna av information. Hur man använder den här informationen är en svår fråga och det finns många svar: Riemannintegralen, Lebesgueintegralen, Daniellintegralen, Kurvintegralen, Riemann-Stieltjes integralen och så vidare.
Intuitivitivt kan man säga att om f : [a, b] → ℝ där f ≥ 0 så är integralen mellan a och b ett "mått" på mängden
{\displaystyle \{(x,y)\in \mathbb {R} ^{2}:a\leq x\leq b,0\leq y\leq f(x)\}}
det vill säga arean under f:s funktionskurva.

## Riemannintegral
Riemanns idé var att man kunde definiera integralen för begränsade funktioner i ℝn med "kolonn-approximationer". Först fördelar man invärden till intervall och väljer en punkt var från alla intervall. Sedan har man en kolonn vars mått man kan mäta. Riemannsumma är en summa av dessa kolonners mått. Riemannsummor approximerar funktionens area under funktionskurvan och därför definierar man Riemannintegralen som gränsvärdet för Riemannsummorna.

## Lebesgueintegral
Den största nackdelen med riemannintegralen är att det ej går att genomföra gränsövergångar: om fn är en svit av riemannintegrerbara funktioner och om 
{\displaystyle g(x)=\lim _{n\to \infty }f_{n}(x)}
existerar (punktvis konvergens), så behöver inte g vara riemannintegrerbar. För lebesgueintegralen finns goda möjligheter att göra gränsövergångar (dominerad konvergens, monoton konvergens, Fatou's lemma). 
En annan svaghet hos riemannintegralen är att den inte fungerar på mängder av fraktal karaktär, vilket går att åtgärda med måtteori. Först definieras integralen för karakteristiska funktioner eftersom deras storlek är densamma som måttet för mängden som definierar dem. Sedan definieras integralen för enkla funktioner som är summor av karakteristiska funktioner. Eftersom det går att approximera mätbara funktioner med karakteristiska funktioner kan till sist integralen definieras för alla mätbara funktioner. 
Den här metoden kallas lebesgueintegration och integralen kallas måttintegral. Lebesgueintegralen är en måttintegral vars mått är lebesguemåttet.

## Daniellintegral
Lebesgueintegralens svaghet är att man behöver måtteori. Daniellintegralen är en integral som inte behöver måtteori. Först definierar man en klass av funktioner som kallas testfunktioner. Testfunktioner antas vara begränsade funktioner så att en summa av testfunktioner är en testfunktion och en testfunktions absolutbelopp är en testfunktion. 
Sedan definierar man en funktional, elementarintegralen, över testfunktionsfamiljen så att den är en linjär, kontinuerlig och icke-negativ operator. Om man kan approximera en funktion med testfunktioner definierar man Daniellintegralen för den approximerade funktionen så att det är ett gränsvärde av elementarintegraler av testfunktioner.

## Integralkalkyl
Integralkalkyl är benämningen på själva uträkningen av specifika integraler. För enklare integraler kan detta ofta göras direkt med hjälp av resultaten från analysens huvudsats, medan mer komplicerade fall kan kräva partiell integrering eller Fourieranalys.

## Integrerbarhet
För alla integraler är det inte alltid naturligt att definiera integralen för alla funktioner. Med till exempel Lebesgueintegralen och Riemannintegralen finns många funktioner som inte är resonliga att integrera. Följaktligen måste man betrakta en mindre klass av funktioner, integrerbara funktioner, som är naturliga att integrera. Det finns många definitioner för integrerbarhet och beror på vilken integral man använder.